# Janis Joplin
Janis Joplin (Port Arthur, 19. siječnja 1943. – Hollywood, 4. listopada 1970.), američka pjevačica.

## Osobni život
Janis Lyn Joplin rođena je 19. siječnja 1943. godine u bolnici St. Mary Hospital u gradu Port Arthur u američkoj državi Teksas. Janis je imala brata Michaela i sestru Lauru. Janis je bila povučena djevojčica i nije se voljela igrati s djecom iz susjedstva. Zbog svoje nesposobnosti da se uklopi i da ispuni očekivanja tamošnje konzervativne zajednice, Janis je već u ranijoj mladosti doživjela brojne traume, poteškoće i nezadovoljstvo koje će ju pratiti tijekom života. Pohađala je srednju školu Thomas Jefferson High School, gdje je najviše interesa pokazivala za umjetničke predmete, posebice slikanje. Već je sa 17. godina odlučila postati pjevačica, a poslije škole je radila kao konobarica u lokalnoj kuglani kako bi zaradila novac za kartu u Kaliforniju. Slobodno vrijeme je provodila u društvu svojih uličnih prijatelja Jima Langoda i Granta Lyonsa, koji su je prvi upoznali sa svijetom bluesa.

## Pjevačka karijera
Janis Joplin je u početku bila pjevačica grupe Big Brother & Holding Company, a kasnije je radila samostalno. Njezina inačica pjesme "Me and my Boby Mcgee" postumno je dospjela na prvo mjesto američke top-ljestvice singlova.  Najbolji umiru mladi – tako otprilike glasi popularna rock' n' roll poslovica. Janis Joplin se ubraja u Klub 27, glazbenike koji su preminuli napunivši 27 godina života.  
Predstavljali su je kao bjelkinju s glasom crnkinje. Njezin uzor bila je crna kraljica Bessie Smith, najveća jazz i blues pjevačica svih vremena koja je također tragično preminula 26. rujna 1937. godine nakon prometne nesreće i gubitka krvi jer su je odbili prihvatiti u obližnjoj bolnici za bijelce. Janis Joplin primljena je u Rock and Roll Hall of Fame 1995. godine.